# Ruellia sanguinea
Ruellia sanguinea är en akantusväxtart som beskrevs av August Heinrich Rudolf Grisebach. Ruellia sanguinea ingår i släktet Ruellia och familjen akantusväxter. Inga underarter finns listade i Catalogue of Life.